# Кратер (сосуд)

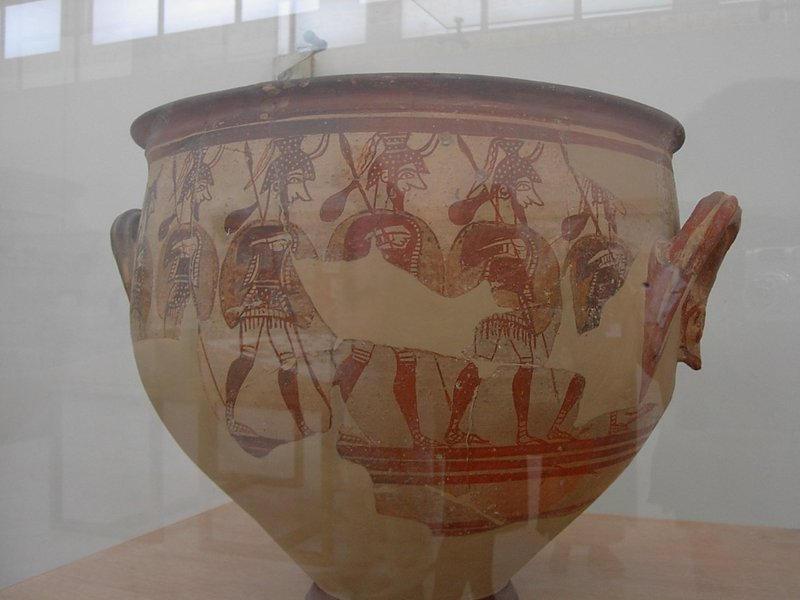
«Кратер воинов». Национальный археологический музей, Афины

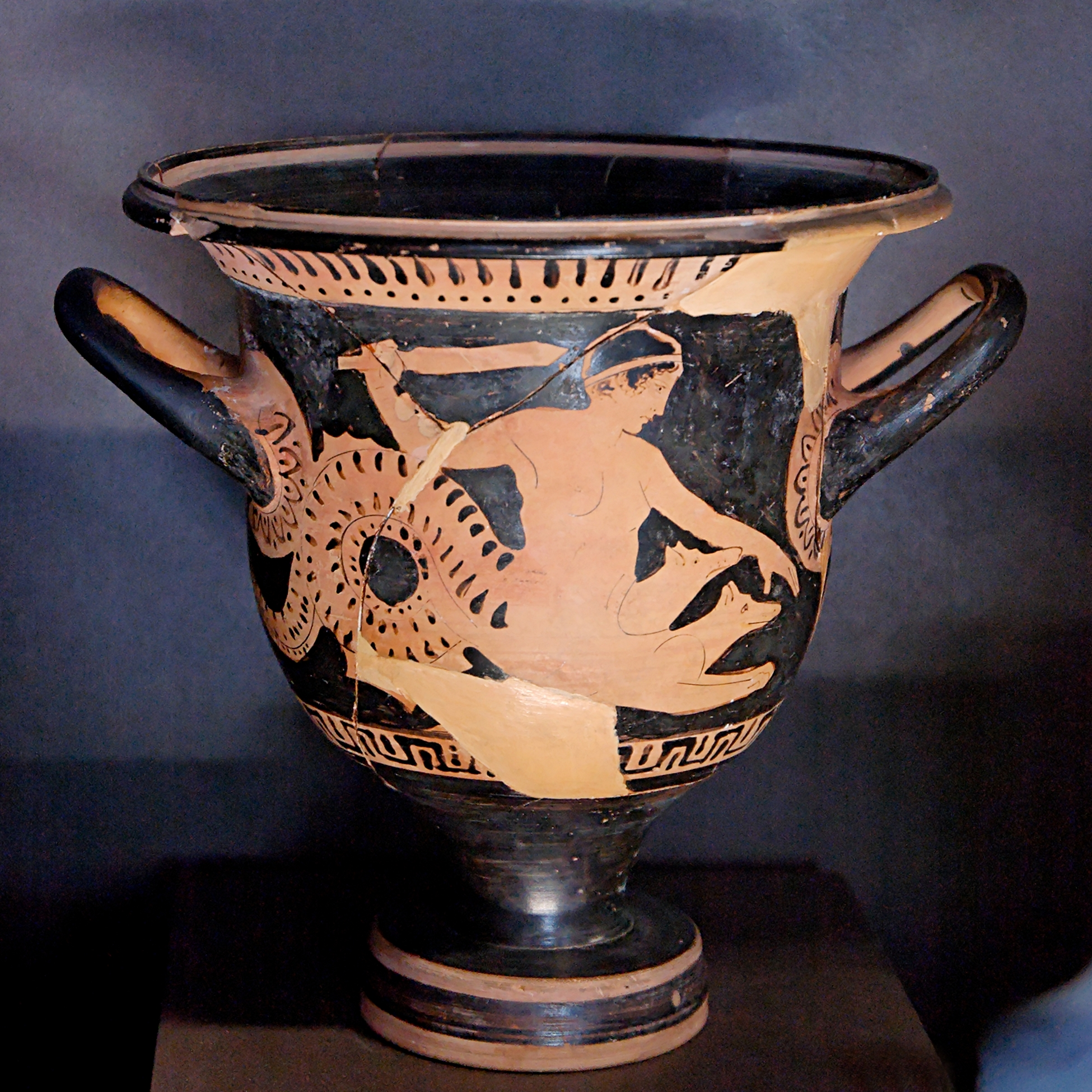
Оксибаф с изображением Сциллы. Лувр, Париж

Крате́р (др.-греч.  κράτηρ, от  κεράννυμι — «смешиваю»)  — древнегреческий сосуд из металла или керамики, реже — мрамора для смешивания вина с водой. Согласно обычаю, древние эллины смешивали одну часть вина с двумя частями воды. Такая смесь хорошо утоляла жажду в жаркое время суток  — пить неразбавленное вино считалось дурным тоном.
Кратеры представляют собой большие сосуды с широким устьем и двумя волютообразными ручками по бокам. Считается, что керамические кратеры повторяют форму более ранних металлических котлов. В древних  Микенах найден так называемый  «Кратер воинов»  — глиняный кратер XII века до н. э. Кратер украшен изображениями идущих воинов. В коринфской керамике VII—VI веков до н.э. форма кратера именуется келебой. Это сосуд котлообразной формы с сужением книзу и  «плечиками» наверху с расположенными на них двумя вертикальными ручками. Знаменитая «Ваза Франсуа», или «Кратер Клития», VI в. до н. э.  является  кратером.
В более поздних типах VI—V веков до н.э. появляются колоколообразные формы. Их разновидности называются  по-разному: италийские кратеры, апулийские вазы, гнафианские сосуды. Близкие типы: котила, калаф, стамнос, оксибаф.
От древних италийских кратеров происходят большие средневековые чаши для вина — кратѝры. В Византии такие чаши использовали во время литургии. По одной из версий чаша  Святого Грааля была именно таким кратиром. На Руси от этого типа сосуда происходят потиры.
В эпоху неоклассицизма и ампира в моду входили сосуды типа античных амфор и кратеров, Большие фарфоровые вазы в форме кратеров изготавливали на  Севрской фарфоровой мануфактуре. В России такие вазы называли «медичис», что связано со знаменитой мраморной  вазой Медичи, повторяющей форму античного кратера.